# Онтеиј
Онтеиј (фр. Anteuil) насеље је и општина у источној Француској у региону Франш-Конте, у департману Ду која припада префектури Монбелијар.
По подацима из 2011. године у општини је живело 649 становника, а густина насељености је износила 26,72 становника/km². Општина се простире на површини од 24,29 km². Налази се на средњој надморској висини од 460 метара (максималној 836 m, а минималној 360 m).

## Демографија
| 1962. | 1968. | 1975. | 1982. | 1990. | 1999. | 2011. |
| ----- | ----- | ----- | ----- | ----- | ----- | ----- |
| 391   | 422   | 385   | 524   | 506   | 482   | 649   |

График промене броја становника у току последњих година